# Zápas na Letních olympijských hrách 1968

## Medailisté

### Volný styl
| Kategorie                | Zlato                                 | Stříbro                                        | Bronz                                       |
| ------------------------ | ------------------------------------- | ---------------------------------------------- | ------------------------------------------- |
| Muší váha (52 kg)        | Šigeo Nakata · Japonsko (JPN)         | Richard Sanders · Spojené státy americké (USA) | Čimedbazaryn Damdinšarav · Mongolsko (MGL)  |
| Bantamová váha (57 kg)   | Jodžiro Uetake · Japonsko (JPN)       | Donald Behm · Spojené státy americké (USA)     | Aboutaleb Talebi · Írán (IRI)               |
| Pérová váha (63 kg)      | Masaaki Kaneko · Japonsko (JPN)       | Enju Todorov · Bulharsko (BUL)                 | Shamseddin Seyed-Abbasi · Írán (IRI)        |
| Lehká váha (70 kg)       | Abdollah Movahed · Írán (IRI)         | Enju Valčev · Bulharsko (BUL)                  | Danzandarjaagiin Sereeter · Mongolsko (MGL) |
| Velterová váha (78 kg)   | Mahmut Atalay · Turecko (TUR)         | Daniel Robin · Francie (FRA)                   | Tömöriin Artag · Mongolsko (MGL)            |
| Střední váha (87 kg)     | Boris Gurevič · Sovětský svaz (URS)   | Jigjidiin Mönkhbat · Mongolsko (MGL)           | Prodan Gardžev · Bulharsko (BUL)            |
| Lehká těžká váha (97 kg) | Ahmet Ayık · Turecko (TUR)            | Šota Lomidze · Sovětský svaz (URS)             | József Csatári · Maďarsko (HUN)             |
| Těžká váha (+97 kg)      | Alexandr Medveď · Sovětský svaz (URS) | Osman Duraliev · Bulharsko (BUL)               | Wilfried Dietrich · Západní Německo (FRG)   |

### Řecko-římský zápas
| Kategorie                | Zlato                                                | Stříbro                                 | Bronz                                 |
| ------------------------ | ---------------------------------------------------- | --------------------------------------- | ------------------------------------- |
| Muší váha (52 kg)        | Petar Kirov · Bulharsko (BUL)                        | Vladimir Bakulin · Sovětský svaz (URS)  | Miroslav Zeman · Československo (TCH) |
| Bantamová váha (57 kg)   | János Varga · Maďarsko (HUN)                         | Ion Baciu · Rumunsko (ROU)              | Ivan Kočergin · Sovětský svaz (URS)   |
| Pérová váha (63 kg)      | Roman Rurua · Sovětský svaz (URS)                    | Hideo Fudžimoto · Japonsko (JPN)        | Simion Popescu · Rumunsko (ROU)       |
| Lehká váha (70 kg)       | Munedži Munemura · Japonsko (JPN)                    | Stevan Horvat · Jugoslávie (YUG)        | Petros Galaktopulos · Řecko (GRE)     |
| Velterová váha (78 kg)   | Rudolf Vesper · Německá demokratická republika (GDR) | Daniel Robin · Francie (FRA)            | Károly Bajkó · Maďarsko (HUN)         |
| Střední váha (87 kg)     | Lothar Metz · Německá demokratická republika (GDR)   | Valentin Olejnik · Sovětský svaz (URS)  | Branislav Simić · Jugoslávie (YUG)    |
| Lehká těžká váha (97 kg) | Bojan Radev · Bulharsko (BUL)                        | Nikolaj Jakovenko · Sovětský svaz (URS) | Nicolae Martinescu · Rumunsko (ROU)   |
| Těžká váha (+97 kg)      | István Kozma · Maďarsko (HUN)                        | Anatolij Roščin · Sovětský svaz (URS)   | Petr Kment · Československo (TCH)     |

## Přehled medailí
| Pořadí | Země                                 | Zlato | Stříbro | Bronz | Celkově |
| ------ | ------------------------------------ | ----- | ------- | ----- | ------- |
| 1      | Japonsko (JPN)                       | 4     | 1       | 0     | 5       |
| 2      | Sovětský svaz (URS)                  | 3     | 5       | 1     | 9       |
| 3      | Bulharsko (BUL)                      | 2     | 3       | 1     | 6       |
| 4      | Maďarsko (HUN)                       | 2     | 0       | 2     | 4       |
| 5      | Německá demokratická republika (GDR) | 2     | 0       | 0     | 2       |
| 5      | Turecko (TUR)                        | 2     | 0       | 0     | 2       |
| 7      | Írán (IRI)                           | 1     | 0       | 2     | 3       |
| 8      | Francie (FRA)                        | 0     | 2       | 0     | 2       |
| 8      | Spojené státy americké (USA)         | 0     | 2       | 0     | 2       |
| 10     | Mongolsko (MGL)                      | 0     | 1       | 3     | 4       |
| 11     | Rumunsko (ROU)                       | 0     | 1       | 2     | 3       |
| 12     | Jugoslávie (YUG)                     | 0     | 1       | 1     | 2       |
| 13     | Československo (TCH)                 | 0     | 0       | 2     | 2       |
| 14     | Řecko (GRE)                          | 0     | 0       | 1     | 1       |
| 14     | Západní Německo (FRG)                | 0     | 0       | 1     | 1       |
| Celkem | Celkem                               | 16    | 16      | 16    | 48      |

## Zúčastněné země
Do bojů o medaile zasáhlo 297 zápasníků z 46 zemí:
| - Afghánistán (5) - Argentina (3) - Austrálie (3) - Bahamy (2) - Belgie (2) - Bulharsko (16) - Československo (6) - Dánsko (3) - Dominikánská republika (2) - Egypt (4) - Ekvádor (2) - Filipíny (4) | - Finsko (9) - Francie (4) - Guatemala (5) - Indie (4) - Irák (1) - Írán (9) - Itálie (5) - Jižní Korea (8) - Japonsko (15) - Jugoslávie (8) - Kanada (7) - Kuba (3) | - Libanon (2) - Maďarsko (13) - Maroko (4) - Mexiko (12) - Mongolsko (8) - Německá demokratická republika (11) - Norsko (3) - Pákistán (2) - Panama (2) - Polsko (12) - Portugalsko (4) | - Rakousko (1) - Rumunsko (12) - Řecko (8) - Sovětský svaz (16) - Spojené státy americké (16) - Sýrie (2) - Švédsko (7) - Švýcarsko (3) - Turecko (16) - Velká Británie (4) - Západní Německo (9) |